# (9955) 1991 PU11
(9955) 1991 PU11 là một tiểu hành tinh vành đai chính. Nó bay quanh Mặt Trời theo chu kỳ 3.43 năm.
Được phát hiện ngày 7 tháng 8 năm 1991 bởi H. E. Holt, Tên chỉ định của nó là "1991 PU11".